# Piața Nicolae Bălcescu

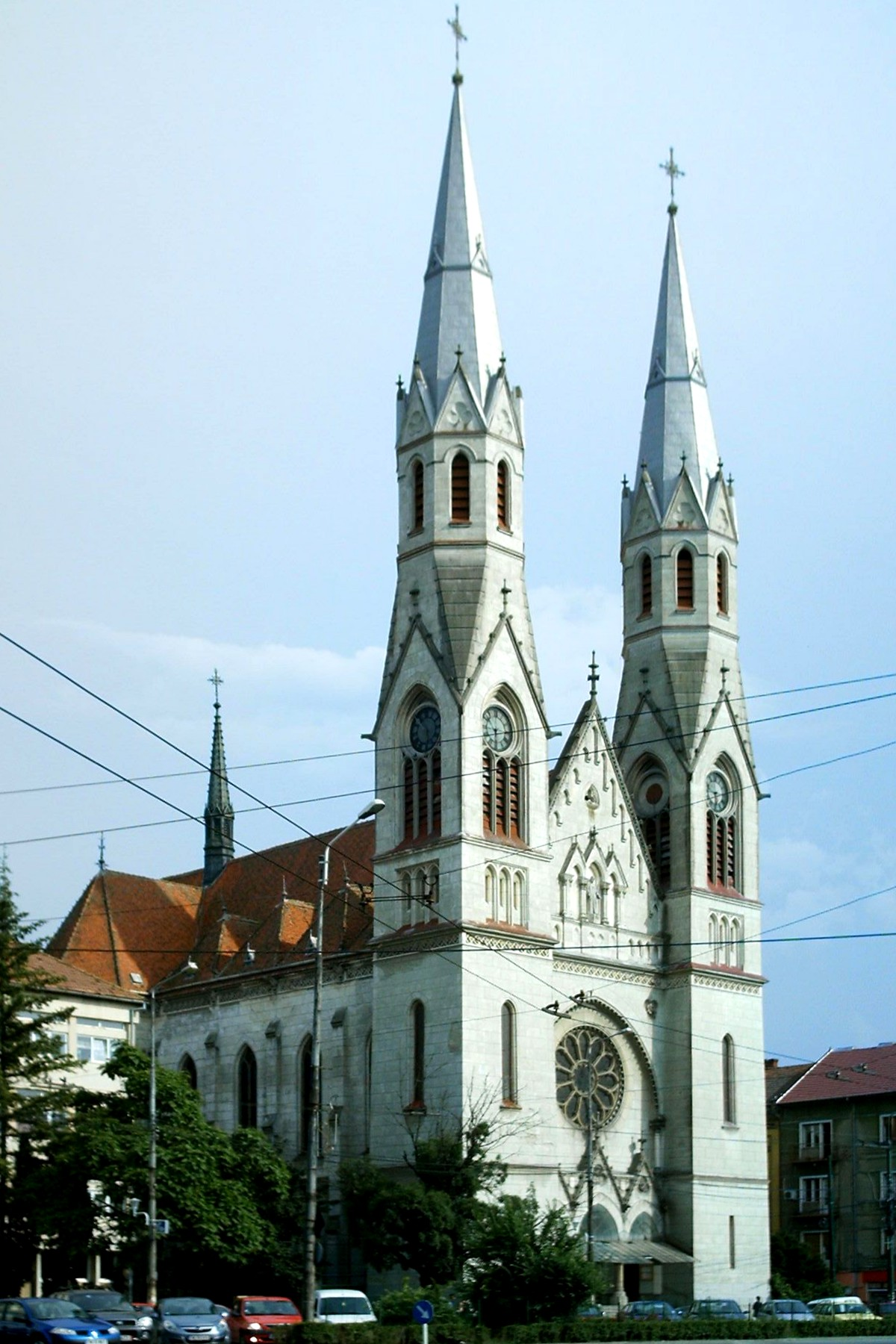
Die Kirche Heiliges Herz Jesu auf der Piața Nicolae Bălcescu

Die Piața Nicolae Bălcescu ist ein Platz und Verkehrsknotenpunkt in der rumänischen Stadt Timișoara. Er wurde nach dem Historiker, Schriftsteller und Revolutionsführer Nicolae Bălcescu (1819–1852) benannt. Der Platz liegt im Stadtbezirk Elisabetin, dessen Zentrum er darstellt. Markantestes Gebäude des Platzes ist die 1919 fertiggestellte Kirche Heiliges Herz Jesu.
Zur Zeit des Kaisertums Österreich hieß der Platz Grundhausplatz, namensgebend war das früher dort ansässige Grundgericht. Infolge des Österreichisch-Ungarischen Ausgleichs von 1867 übersetzte man diesen Namen auf Ungarisch: Telekház tér. In Folge der Teilung des Banats wurde er 1919 in Piața Alexandru Lahovari umbenannt, Lahovari war zwischen 1889 und 1891 rumänischer Außenminister. Ab 1947 wechselte der Name für kurze Zeit in Piața Mareșal Tito. Ihren heutigen Namen bekam die Piața Nicolae Bălcescu schließlich in den frühen 1950er Jahren.